# Đinh Thanh Bình
Đinh Thanh Bình (sinh ngày 19 tháng 3 năm 1998) là một cầu thủ bóng đá chuyên nghiệp người Việt Nam hiện đang thi đấu ở vị trí tiền đạo cho câu lạc bộ V.League 1 Hoàng Anh Gia Lai và đội tuyển bóng đá quốc gia Việt Nam. Anh trưởng thành từ lò đào tạo Hoàng Anh Gia Lai - JMG và là một tài năng triển vọng của bóng đá Việt Nam. Anh từng thuộc lứa cầu thủ U20 Việt Nam dự World Cup U20 2017.

## Sự nghiệp quốc tế

### U-23
| # | Ngày                | Địa điểm                                        | Đối thủ | Bàn thắng | Kết quả | Giải đấu                                        |
| - | ------------------- | ----------------------------------------------- | ------- | --------- | ------- | ----------------------------------------------- |
| 1 | 22 tháng 3 năm 2019 | Sân vận động Quốc gia Mỹ Đình, Hà Nội, Việt Nam | Brunei  | 3–0       | 6–0     | Vòng loại giải vô địch bóng đá U-23 châu Á 2020 |

## Danh hiệu
Công An Nhân Dân
- V.League 2: 2022

Việt Nam
- Giải vô địch bóng đá ASEAN: 2024